# ファブラボ栗山
ファブラボ栗山（ファブラボくりやま）は、北海道夕張郡栗山町中央に所在する町営のデジタルものづくり工房である。2024年1月にグランドオープンした栗山煉瓦創庫「くりふと」内にあり、デジタル工作機械やアナログ工具類などが準備されている。

## 沿革
2015年（平成27年）、当時の栗山町長である椿原紀昭が、海外視察でアメリカ・サンフランシスコ州を訪れ、会員制オープンアクセス型工房である「TechShop」をヒントに、地方創生施策の一つとして、ものづくりを通じた産業振興や雇用創出など地域の課題解決に向けた政策として「ものづくりDIY工房」を導入することを、栗山町の第6次総合計画やまち・ひと・しごと創生総合戦略に盛り込んだ。
2017年（平成29年）度に、市場調査やものづくり事業者による協議会の議論を経て、実施計画を策定したが、協議会からは「利用対象が特定層のニーズに限られる」、「施設運営を担う事業者の自立化に向けた収支見通しが立ちにくい」といった、運営面に関する懸念も示され、町議会からも同様の指摘を受けた。
2018年（平成30年）に、第6次総合計画の後期計画見直しに合わせて、事業の進め方を再検討を行い、公共サービスを提供する施設としての公平性、収益事業としての側面も含めた事業展開を考慮し、TechShopのような大規模な施設よりも人材育成や公共性を持った小規模な「ファブラボ」へ方向転換。栗山煉瓦創庫くりふとにファブラボ栗山を統合して一体的に施設を整備することを決めた。
2019年（令和元年）10月、運営支援員として地域おこし協力隊員2人が着任し、神奈川県鎌倉市にあるファブラボ鎌倉を拠点に、1年間の研修に臨んだ。研修では工作機械やソフトウェアの操作訓練、関東圏内のファブ施設を巡るフィールドワーク、各種プログラムやプロジェクトの実践など行った。さらに、アメリカ・マサチューセッツ工科大学のニール・ガーシェンフェルド教授が主催するファブアカデミーを受講し、半年間にわたりデジタルファブリケーションの基礎を学んだ。
栗山煉瓦創庫くりふとの整備・開設までの間は、町内にある「あさひ工房」で「ファブラボ栗山β（ベータ）」として試行運営し、3Dプリンター体験講習会や1日限定のものづくり体験などのワークショップやモニター利用調査などを行っていた。 2022年（令和4年）10月、世界のファブラボのまとめ役であるファブファウンデーション（The Fab Foundation）に正式にファブラボとして登録された。
2023年（令和5年）1月21日、あさひ工房から栗山煉瓦創庫くりふとに移転し、本格運営を開始。栗山煉瓦創庫くりふとのプレオープンでは、来場者が大型CNC機器や画像データを基に刺しゅうができるミシンなどを見学した。
2023年（令和5年）2月、栗山煉瓦創庫くりふとの正式オープンに向け、オリジナルのテーブル、いすなどを作るワークショップを実施した。家具は、町在住の建築士がデザインし、大型CNC機器で厚さ24mmの合板からパーツを自動で切り出した。ワークショップでの作業はパーツを組み立て、3Dプリンターで自作したピンを打ち込んで完成させ、完成品には製作者の名前が刻まれた。

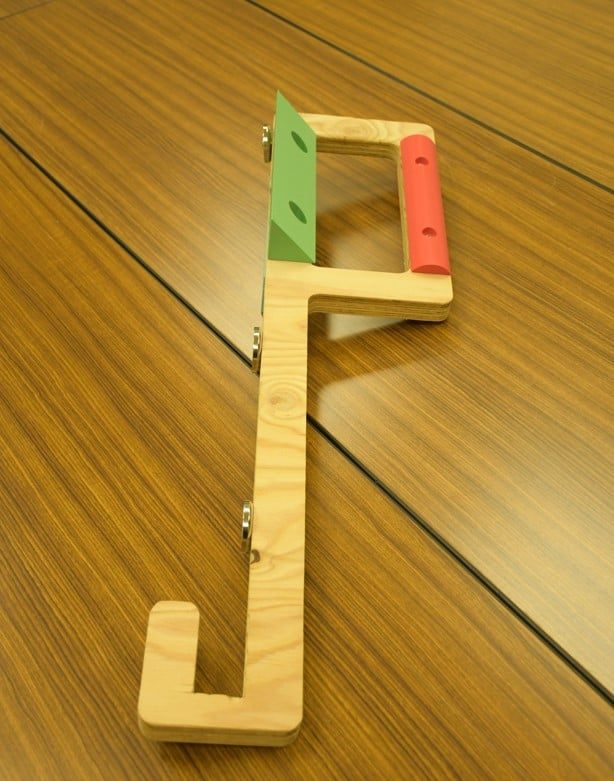
ファブラボ栗山で制作した「マグネット式トイレの手すり」

### 北海道介護福祉学校との連携
栗山町に所在する北海道介護福祉学校では、独自科目として「キャリア形成支援講座」と「地域活動研究」を創設。2022年下期からファブラボ栗山と連携し「生活支援グループ」の学生たちがファブラボ栗山の協力を得ながら、避難所等の段ボールベットに使用する留め具やトイレに使用するマグネット式の手すりなど、介護者に必要なツール（自助具）を研究・製作している。

## 特徴
工房内には、最新のデジタル工作機械を備え、レーザーで切断や溶接、彫刻、穴開けなどを行うレーザー加工機や、紫外線（UV）を照射することで写真やオリジナルのイラストをプリントできるUVプリンター、立体モデルを製作できる3Dプリンター、木工ハンディツールなど、10種類の工作機械が有料で使える。テーブルや棚といった家具、精巧な樹脂製の模型、キーホルダーやゴム印といった小物まで、さまざまなものづくりが可能であり、子どもたちの工作教室やものづくりに関する住民ワークショップなどで活用している。

### 主なサービス
- 工作設備貸出 - 1枠3時間（有料）で利用可能だが、対応する設備の安全操作講習を受ける必要がある[19]。
- 安全操作講習 - 工作設備の使い方や安全に使用するためのルールと、機械を動かすためのデータ作成の方法を伝える講習会。各機材ごとに安全操作講習を設けており、事故等防止のため、各機械の初回利用前に受講する必要がある[19]。
  - レーザー加工機、UVプリンター、3Dプリンター、木製ハンディツール、小型CNC切削機、カッティングマシン、デジタル刺繍ミシン、3Dスキャナー、はんだこて、大型CNC切削機、木工機械[19]
- オープンラボ - 地域の方々へラボを開放することを主な目的として、参加者とスタッフで30分間ラボ内の清掃を行い、工作設備の利用と制作相談を受けることができる（無料・一回あたり3時間・定員4名）。イベント終了後に、その日に制作したものを発表する[19]。
- はじめてラボ - 地域の方々へラボを開放することを主な目的として、ファブラボ栗山をはじめて利用する方がものづくりの相談とサポートを行う（無料・一回あたり1時間・定員1名）。スタッフと1対1で作りたいものについて話し合いながら、制作相談からデータ制作まで行う[19]。
- 見学会 - 毎月第3日曜日に開催しており、工房内の設備や工作機械で作った制作物について、説明を聞きながら見学できる（無料・一回あたり1時間・定員6名）[19]
- ものづくり体験ワークショップ - 子供から大人まで参加できるワークショップを定期的に開催。スタンプ作り体験会[20]を季節や町内のイベントに併せて実施している[19]。

## 施設概要

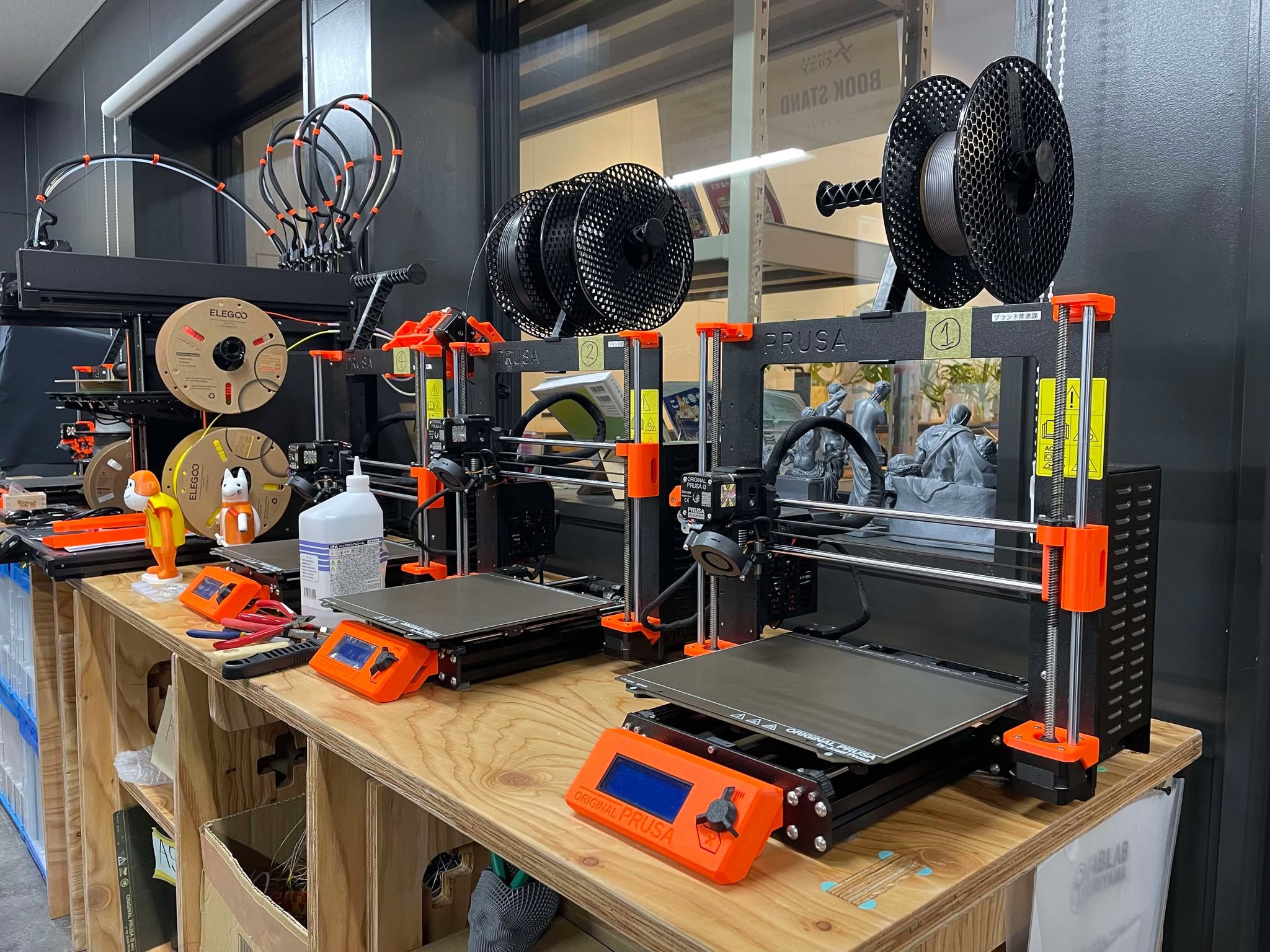
3Dプリンター（Original Prusa i3）

### デジタル工作機械
- レーザー加工機 - Trotec Speedy 300[21][19]、podea ZERO Primo[19]
- UVプリンター - Roland DG VersaUV LEF-12i[21][19]
- 3Dプリンター - AFINIA H800+[21][19]、Original Prusa i3 MK3S+[21][19]、Formlabs Form 3+ Form Wash/Form Cure[19]
- 3Dスキャナー - EinScan Pro HD[19]
- カッティングマシン - CAMEO4 Plus[19]
- デジタル刺しゅうミシン - TAJIMA 彩 - SAI[21][19]
- 電子工作ツール各種[19]
  - はんだこて
  - オシロスコープ
  - デジタルマルチメーター
- 大型CNC切削機 - Avid CNC PRO 4896[21]
- 小型CNC切削機 - monoFab SRM-20[19]

### アナログ工作機械
- 木工卓上機械各種[19]
  - ボール盤
  - 糸のこ
  - ベルトディスペンサー
  - 卓上スライド丸のこ
- 木工ハンディツール[21][19]
  - 電動かんな
  - 電動丸のこ
  - ジグソー
  - ドライバドリル
  - インパクトドライバー
  - トリマー
  - ミニサンダー

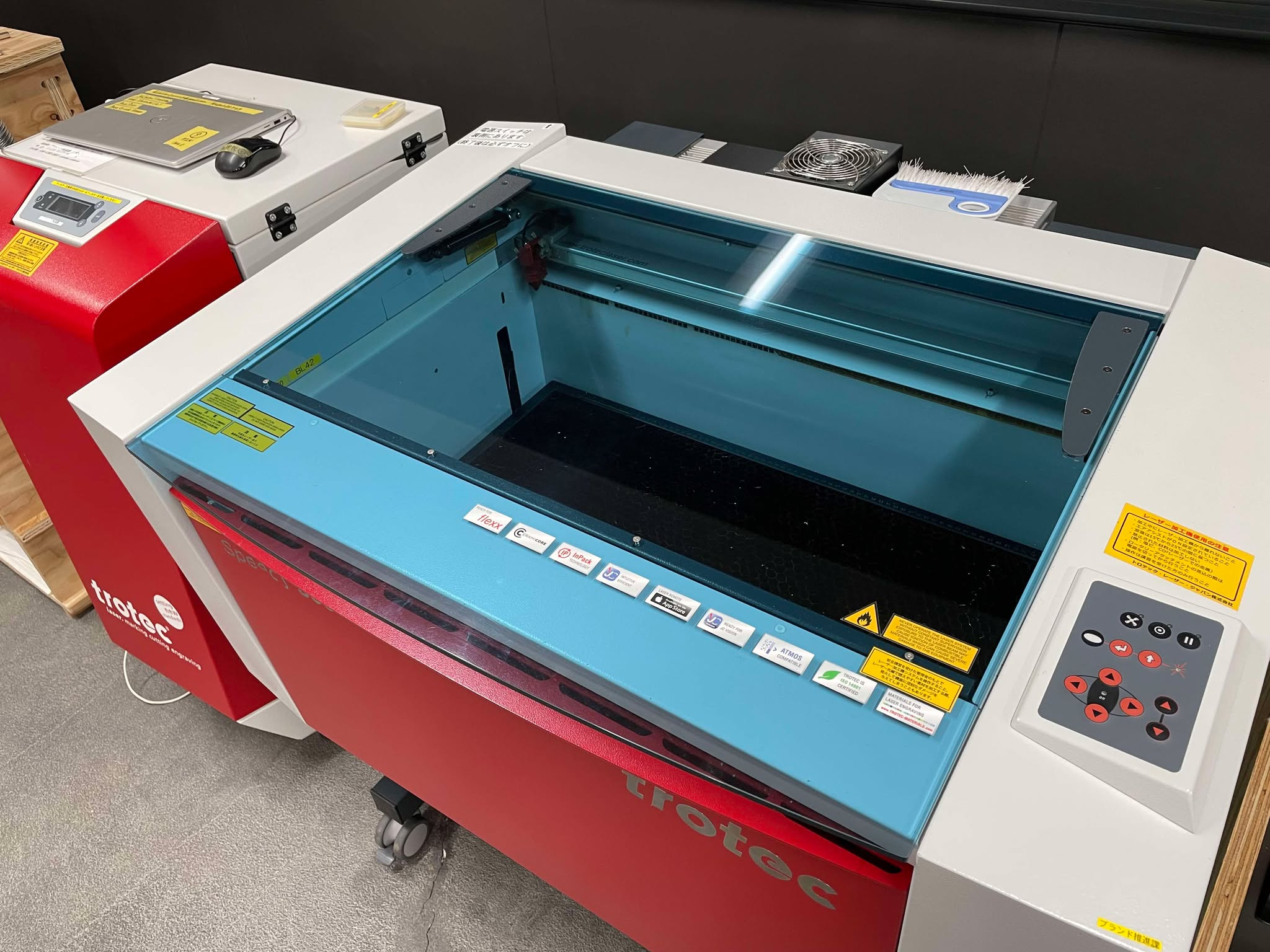
レーザー加工機
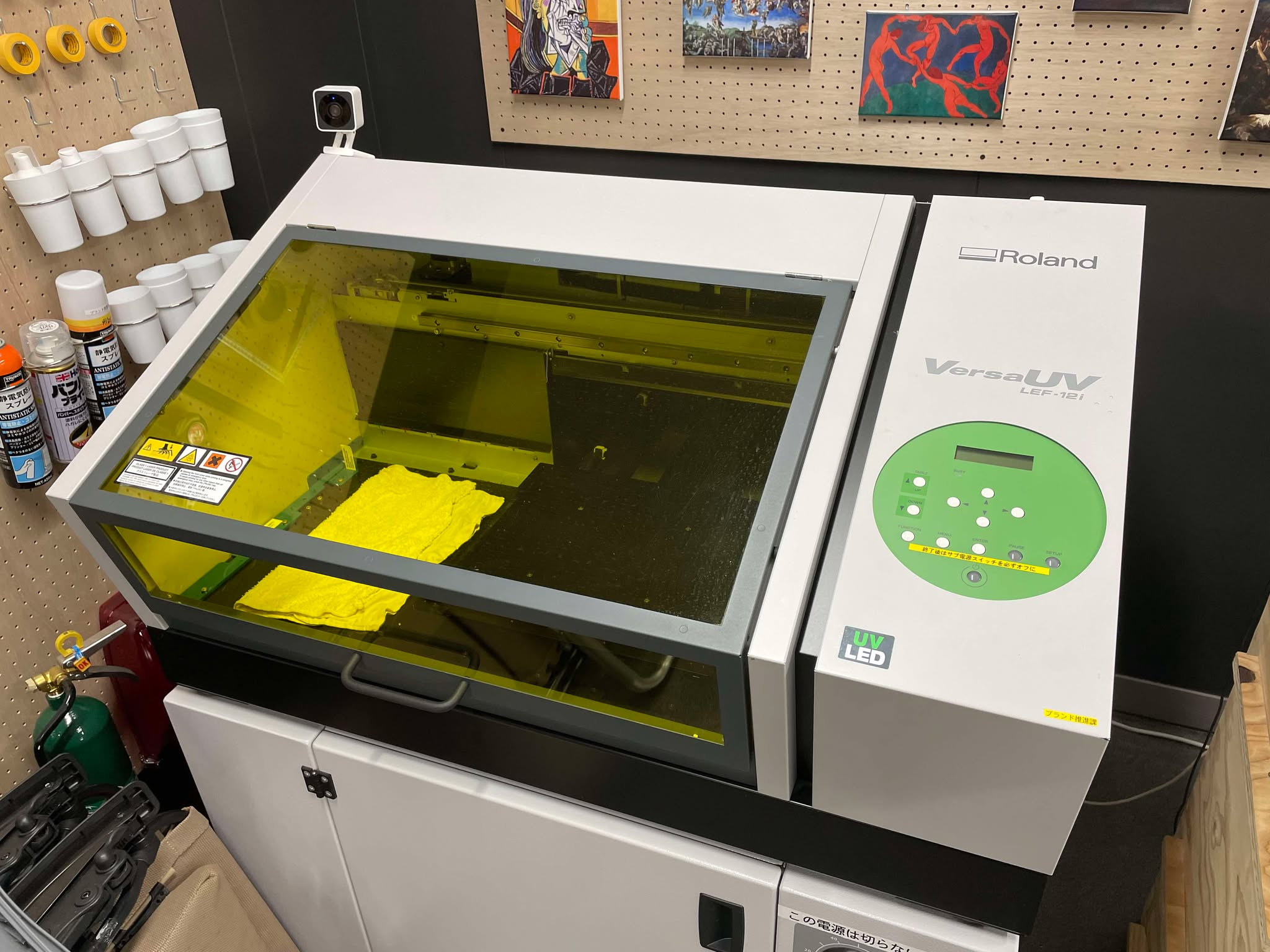
UVプリンター
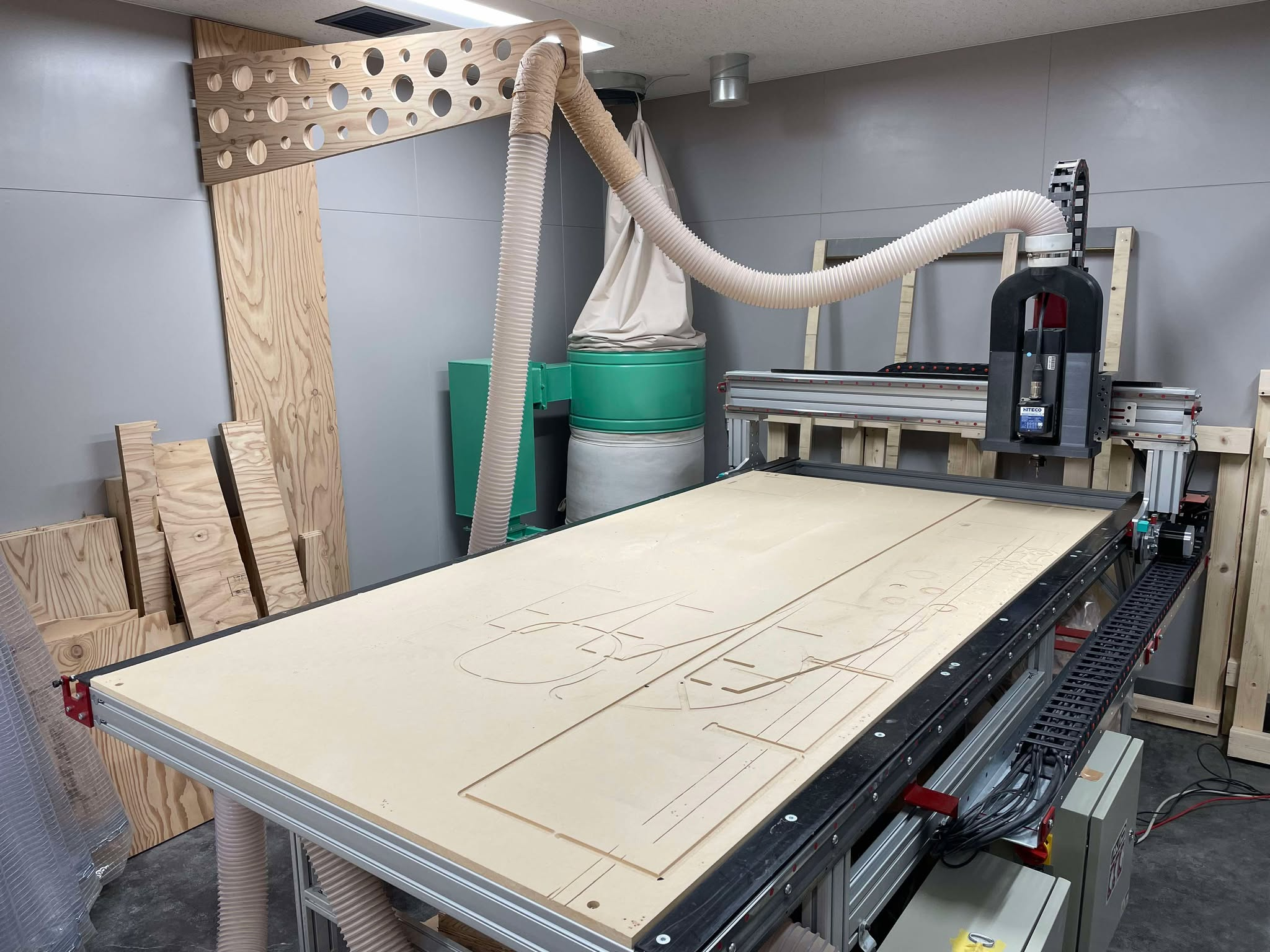
大型CNC切削機
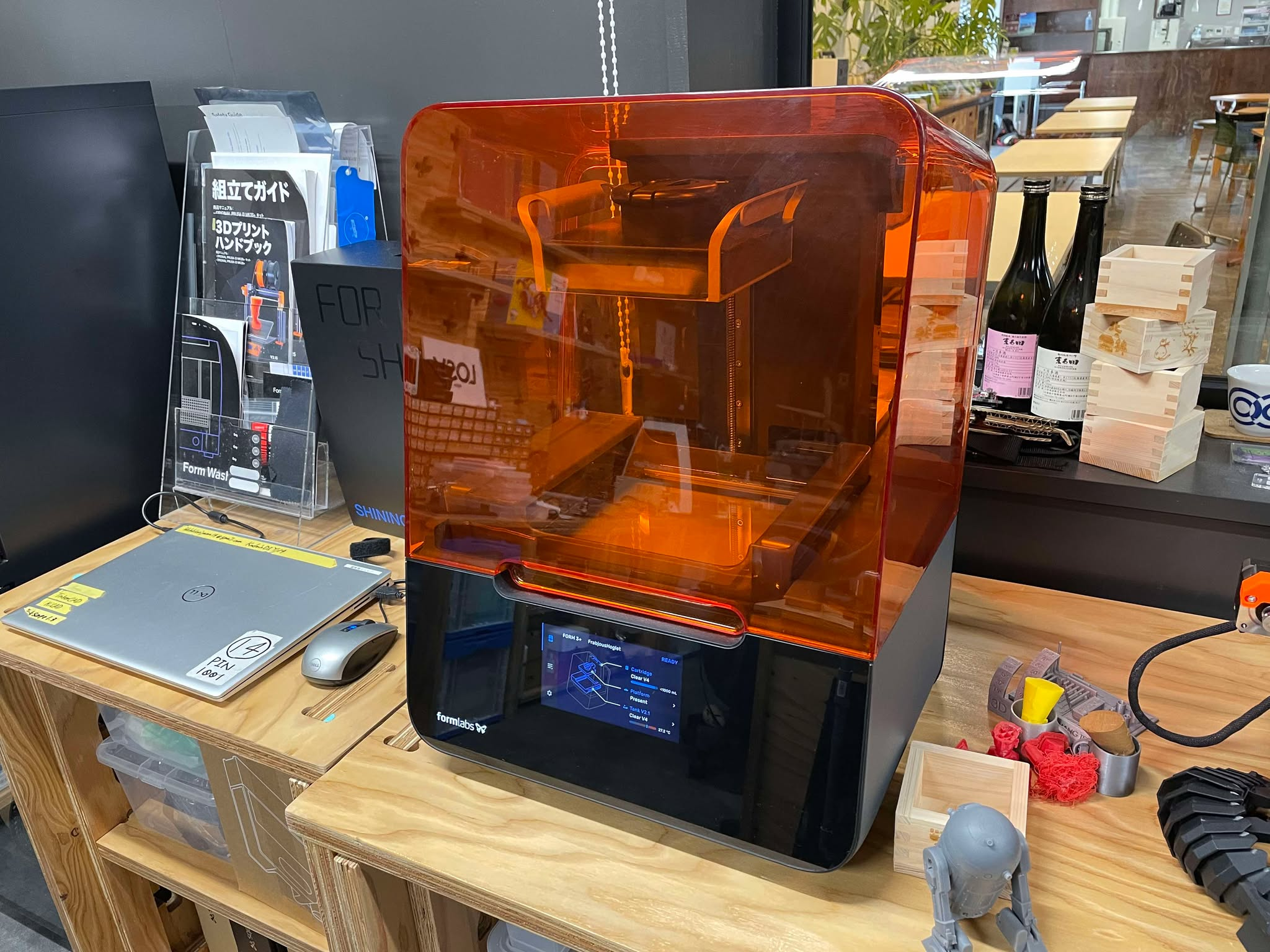
3Dプリンター（Formlabs）
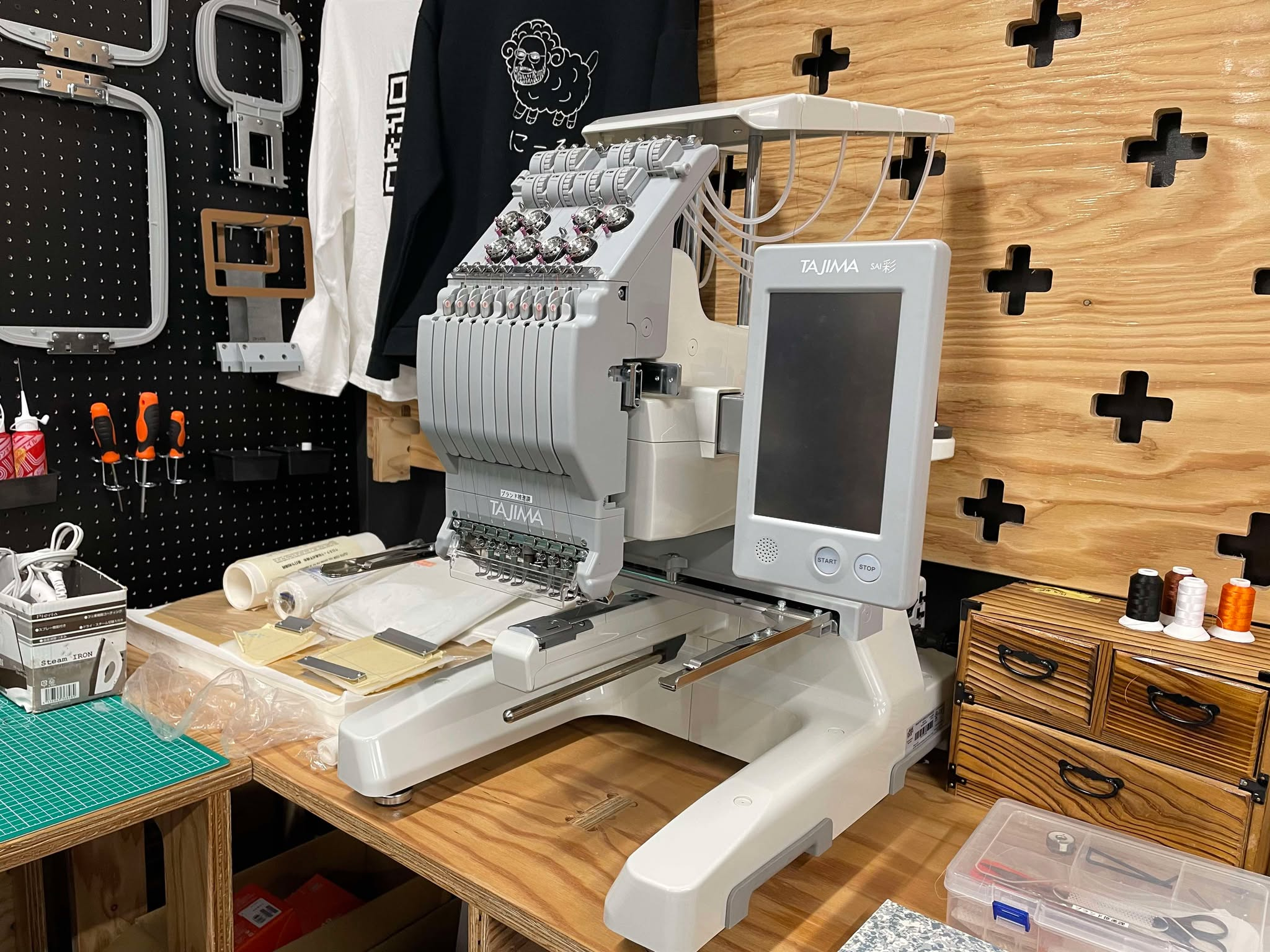
デジタル刺繍ミシン
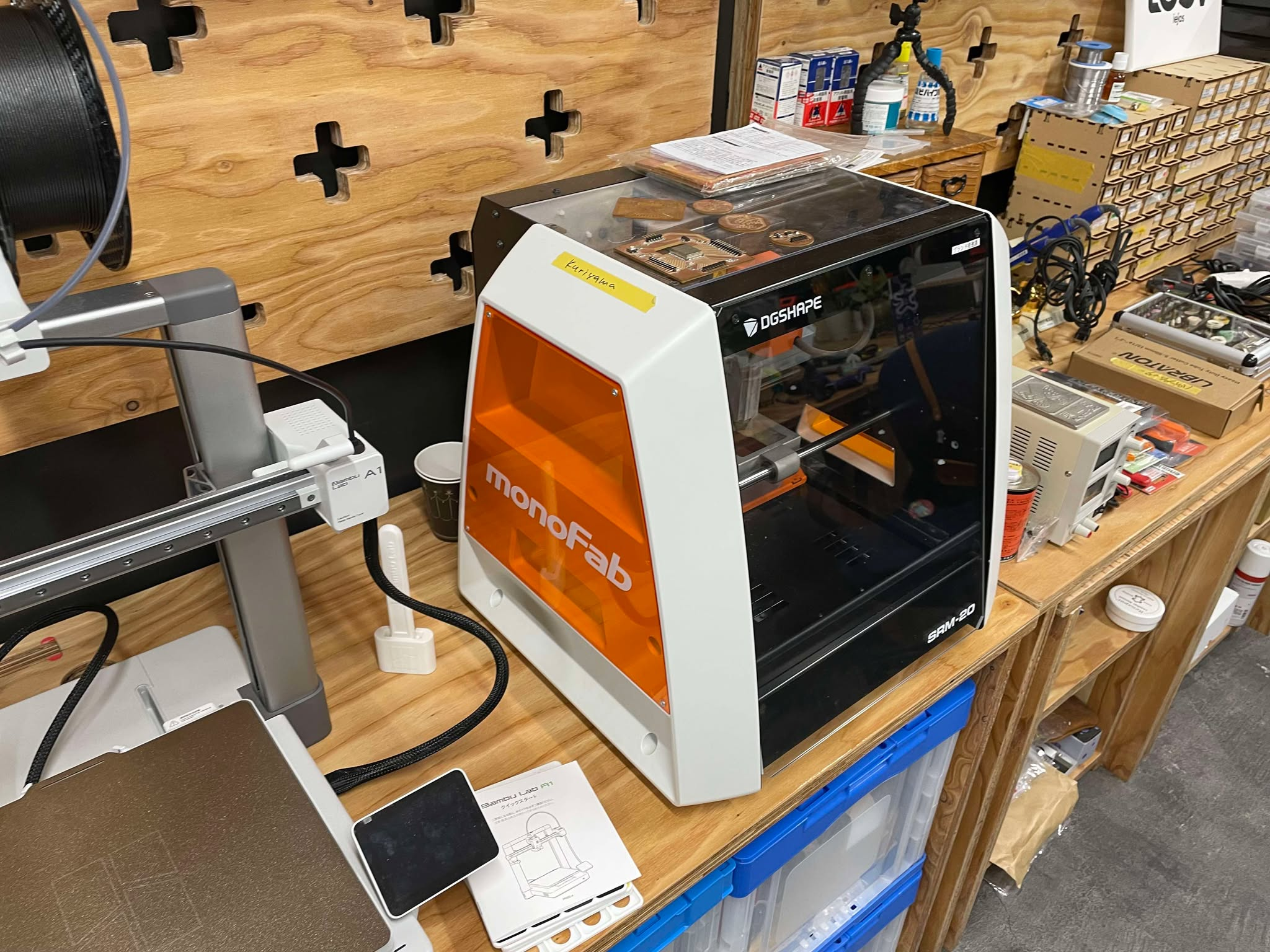
小型CNC切削機
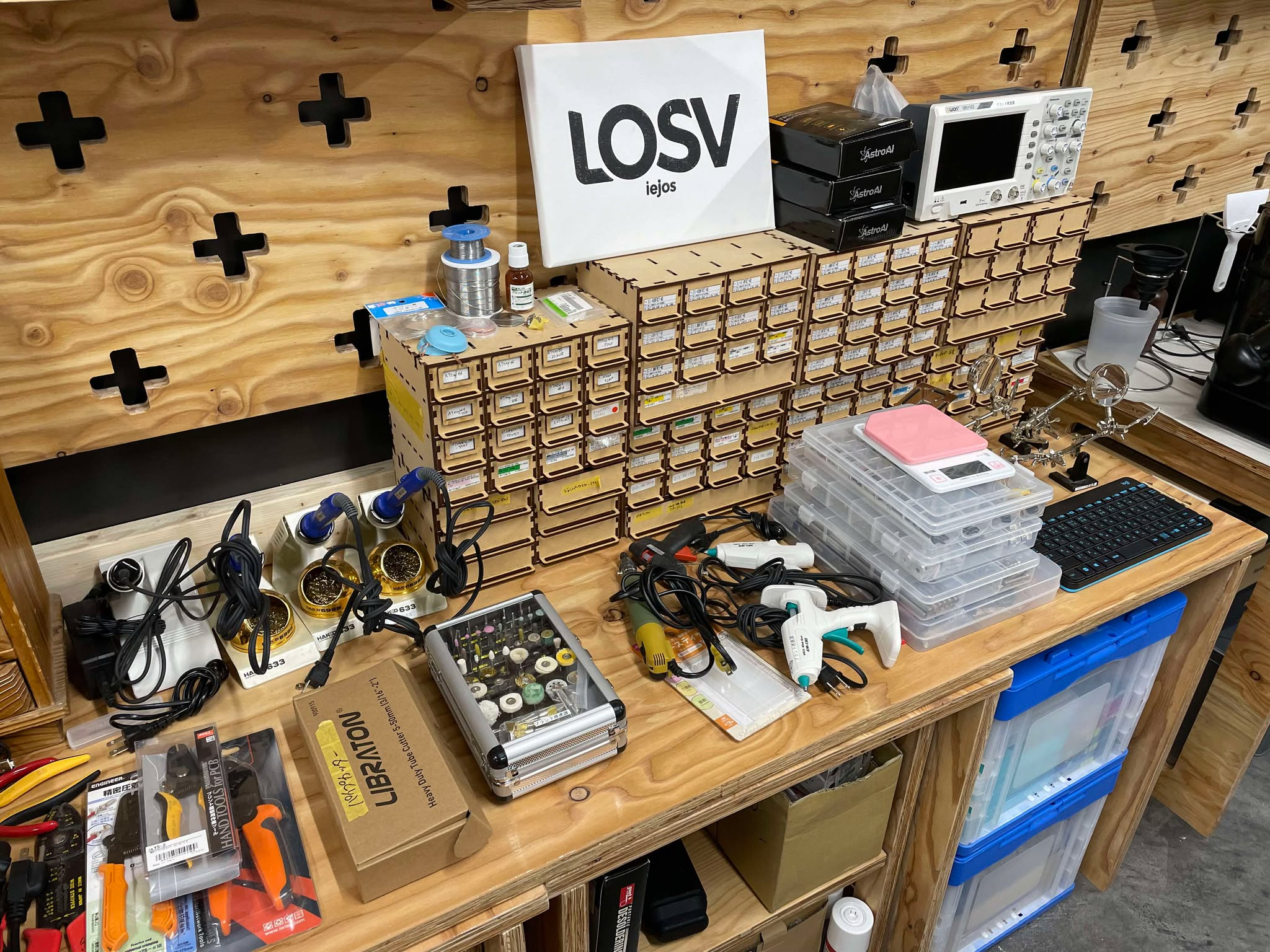
電子工作ツール各種
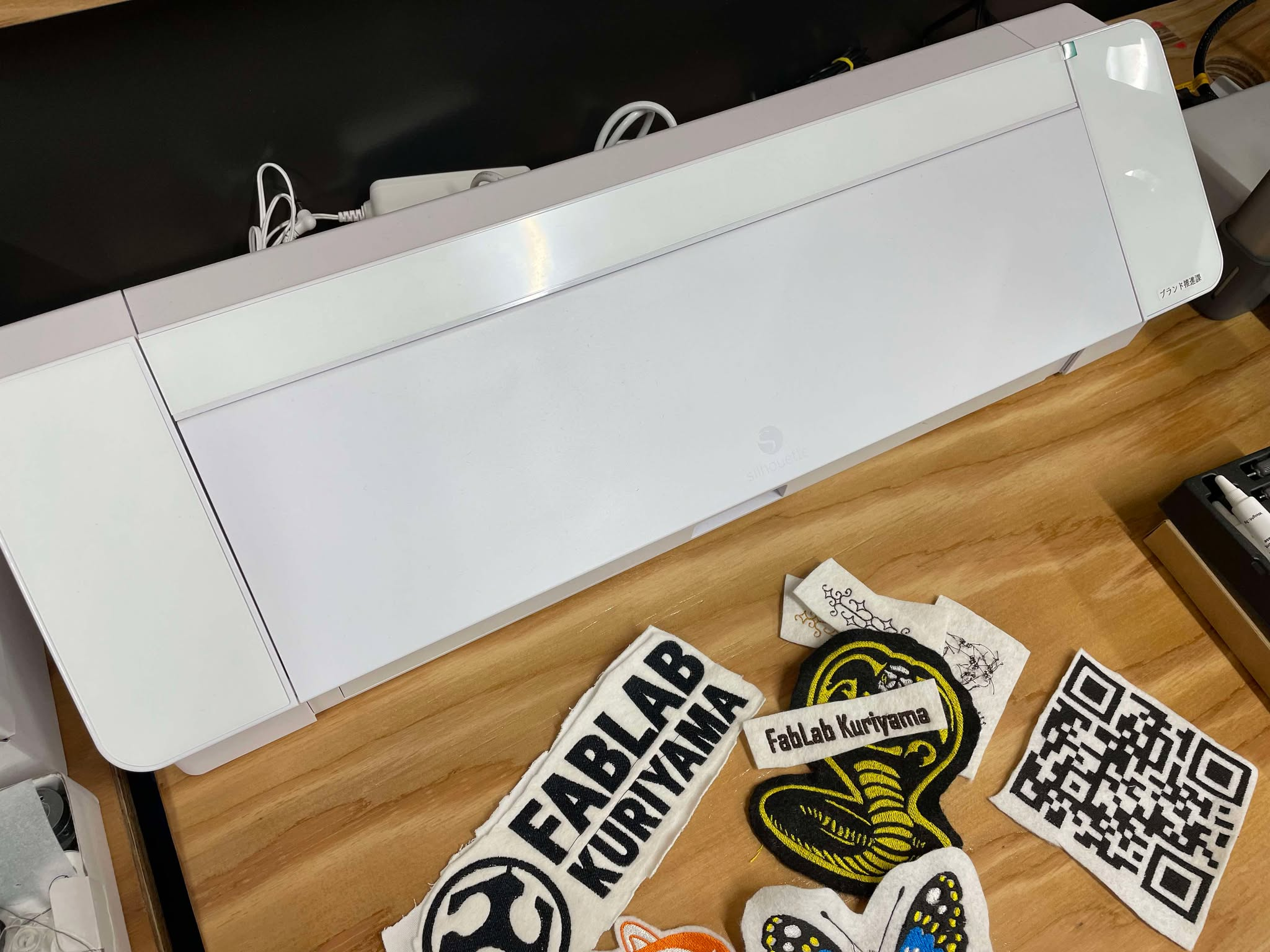
カッティングマシン

## 現地情報
- 所在地 - 北海道夕張郡栗山町中央3丁目154番地1（栗山煉瓦創庫くりふと内）
- 休館日 - 毎週月曜日(祝日の場合は翌日)、年末年始（12月31日〜1月5日）
- ファブラボの利用
  - 土曜日・日曜日・祝日 - 9:30〜16:30
  - 上記以外の開館日 - 14:00〜21:00
- 駐車場等 - 専用駐車場・駐輪場有（隣接の公共駐車場も利用可）
- 最寄り公共交通機関 - JR栗山駅、栗山駅前バスターミナルから徒歩1分

## メディア掲載
- どうみん手づくりクイズ179Q - 「〜あなたのマチにおじゃまします〜『道央 石狩・空知出張編』」（NHK北海道、2022年10月28日）[23]
- 0755DDチャンネル - 「栗山町・モノづくりマインドで地域を盛り上げる」（NHK北海道、2023年8月26日）[24]
- NHKニュース おはよう北海道土曜プラス - 「ぶらりみてある記」（NHK北海道、2024年1月13日）[25][26]